# Елагин, Александр Сидорович
Александр Сидорович Елагин (23 октября 1930, г. Нальчик, КБАССР, СССР — 17 сентября 1994, Одесса, Украина) — советский военный деятель, генерал-полковник (1982), командующий войсками Одесского военного округа. Депутат Верховного Совета УССР 10-го созыва. Член ЦК КПУ в 1986 — 1990 г. Депутат Верховного Совета СССР 11-го созыва.

## Биография
Происходил из рода русских князей Елагиных. Отец работал конюхом в Нальчике.
В 1947 — 1948 г. — ученик обувщика Нальчикской обувной фабрики.
С 1948 года служил в Советской армии.
С 1951 г. — на различных командных и штабных должностях в Закавказском, Прибалтийском, Дальневосточном и Киевском военных округах.
Член КПСС с 1957 года.
Окончил Военную академию имени Фрунзе и Военную академию Генерального штаба. С июля 1972 по июнь 1974 года командовал 25-й гвардейской стрелковой дивизии в ГСВГ.
С июля 1974 года служил начальником штаба — первым заместителем командующего, а с 1976 по 1979 годы — командующим 1-й гвардейской общевойсковой армией Киевского военного округа.
В августе 1979 — апреле 1982 г. — начальник штаба — 1-й заместитель командующего войсками Краснознаменного Киевского военного округа.
В апреле 1982 — декабре 1986 г. — командующий войсками Краснознаменного Одесского военного округа.
Был в составе редакционной коллегии монографии о Краснознамённом Одесском военном округе.
Погиб в ДТП. Похоронен в Одессе, на 2-м Христианском кладбище.

## Воинские звания
- генерал-майор (30.10.1974)
- генерал-лейтенант (14.02.1977)
- генерал-полковник (18.02.1982)

## Награды
- ордена
- медали